# Opisthograptis albicans
Opisthograptis albicans là một loài bướm đêm trong họ Geometridae.